# Macroteleia banksi
Macroteleia banksi är en stekelart som beskrevs av Muesebeck 1977. Macroteleia banksi ingår i släktet Macroteleia och familjen Scelionidae. Inga underarter finns listade i Catalogue of Life.